# Тунисская федерация футбола
Туни́сская федера́ция футбо́ла (араб. الجامعة التونسية لكرة القدم‎) — организация, осуществляющая контроль и управление футболом в Тунисе. Располагается в столице государства — Тунисе. ТФФ основана в 1957 году, вступила в ФИФА и в КАФ в 1960 году. В 2005 году стала одним из членов-основателей УНАФ. Федерация организует деятельность и управляет национальными сборными по футболу (мужской, женской, молодёжными). Под эгидой федерации проводится чемпионат страны и многие другие соревнования.